# 영북초등학교
영북초등학교는 대한민국 경기도 포천시 영북면 운천리에 있는 공립 초등학교이다.

## 학교 연혁
- 1924년 7월 1일 영북공립보통학교(4년제) 설립인가
- 1938년 4월 1일 영북공립심상소학교(명칭 변경)[1]
- 1941년 4월 1일 영북공립국민학교(6년제)(명칭 변경)[2]
- 1953년 7월 1일 수복후 재개교
- 1974년 3월 1일 특수학급 설치
- 1982년 3월 1일 운암국민학교 통합
- 1985년 3월 11일 병설유치원 설치
- 1993년 2월 28일 대회산분교장 통합
- 1995년 2월 28일 산호국민학교, 보광분교장 통합
- 1996년 3월 1일 영북초등학교로 개칭[3]
- 2017년 3월 1일 제23대 박동권 교장 취임
- 2020년 1월 3일 제88회 졸업장 수여식(51명, 졸업생 누계 : 11,998명)
- 2020년 3월 1일 13학급 편성(특수학급 1학급, 유치원 2학급)
- 2023년 6월 20일 꽃이 자라고 학교 간판 변경

## 참고 자료
- 영북초등학교 - 한국교육학술정보원 학교알리미